# Piseinotecus soussi

Piseinotecus soussi es una especie de babosa de mar. Es un nudibranquio eólido, un molusco gasterópodo marino de la familia Piseinotecidae.

## Distribución
Este nudibranquio fue descrito en Cap Ghir, Agadir, Marruecos. También se encuentra en el sur de Italia y en la costa española, así como en Banyuls-sur-Mer (Francia).

## Descripción
Este nudibranquio piseinotécido es de color blanco translúcido, con una tonalidad rosa-púrpura en todo el cuerpo. Las puntas de los rinóforos, los tentáculos orales y la cola tienen puntas blancas. La glándula digestiva en los cerata suele ser roja y hay una iridiscencia de superficie púrpura en la parte exterior de los cerata. Cada cera tiene varias manchas blancas alrededor de la punta, justo debajo del cnidosaco.

## Ecología
Piseinotecus soussi se alimenta de hidroides. Se encuentra en charcos de roca y en aguas poco profundas.